# Warkały (powiat ostródzki)
Warkały (niem. Workallen) – wieś w Polsce, położona w województwie warmińsko-mazurskim, w powiecie ostródzkim, w gminie Miłakowo.
| SIMC    | Nazwa     | Rodzaj |
| ------- | --------- | ------ |
| 1063126 | Henrykowo | osada  |

W latach 1975–1998 miejscowość należała administracyjnie do województwa olsztyńskiego.
Wieś wzmiankowana w dokumentach z roku 1398, jako wieś pruska na 7 włókach. Pierwotna nazwa – Warkallen. W roku 1782 we wsi odnotowano pięć domów (dymów), natomiast w 1858 w 8 gospodarstwach domowych było 140 mieszkańców. W latach 1937–39 było 146 mieszkańców. W roku 1973 wieś i majątek Warkały należały do powiatu morąskiego, gmina i poczta Miłakowo.
Warkały na początku XX w. były własnością rodziny Pelke, w latach dwudziestych rodu Waschau. Pałac pochodzi z początku XX w. Dwuwieżowa neogotycka fasada osłania parterowy dwór z wysokim podpiwniczeniem, przykryty dwuspadowym dachem. Masywne wieże zakończone krenelażem i sterczynami w narożach. Obecnie w rękach prywatnych w trakcie remontu.